# ما تراه ليس كما يبدو
ما تراه ليس كما يبدو هو مسلسل درامي نفسي مصري عُرض لأول مرة في 2025 أغسطس 9 على شبكة قنوات dmc والمنصات الرقمية مثل واتش إت وشاهد.
ينتمي المسلسل إلى نمط أعمال متصلة منفصلة، إذ يتكوّن من سبع حكايات مستقلة، تمتد كل حكاية على خمس حلقات، ليبلغ المجموع 35 حلقة.

## فكرة المسلسل
يعتمد العمل على تقديم كل حكاية بإيقاع درامي متكامل وفريق عمل مختلف، مما يجعله تجربة متنوعة تجمع بين التشويق، الإثارة، والعناصر النفسية.

## الحكايات
| الحكاية     | أبرز النجوم                                         | التأليف                           | الإخراج   |
| ----------- | --------------------------------------------------- | --------------------------------- | --------- |
| فلاش باك    | أحمد خالد صالح، مريم الجندي، خالد أنور              | محمد حجاب                         | جمال خزيم |
| بتوقيت 2028 | هنادي مهنا، أحمد جمال سعيد، يوسف عثمان، نانسي هلال  | نسمة سمير                         | خالد سعيد |
| Just You    | تارا عماد، عمرو جمال، وفاء صادق، بسمة داوود         | محمد حجاب (قصة: أسماء عبد الناصر) | جمال خزيم |
| هند         | ليلى أحمد زاهر، حازم إيهاب، هاجر الشرنوبي، مؤمن نور | هند عبد الله                      | خالد سعيد |
| ديجافو      | شيري عادل، أحمد الرافعي، عمرو وهبة                  | نسمة سمير                         | محمد خضر  |
| الوكيل      | —                                                   | —                                 | —         |
| نور مكسور   | —                                                   | —                                 | —         |

## عرض الحكاية الأولى – "فلاش باك"
تبدأ الحكاية الأولى بـزياد الكردي (أحمد خالد صالح)، محقق جنائي يمر بتحوّل نفسي حاد إثر صدمة مفاجئة. تشاركه البطولة مريم (مريم الجندي)، وهي رسامة وراقصة استعراضية، بينما يشارك خالد أنور كضيف شرف.

## طاقم العمل
- أحمد خالد صالح
- مريم الجندي
- خالد أنور
- هنادي مهنا
- تارا عماد
- ليلى أحمد زاهر
- نانسي هلال
- وفاء صادق
- هاجر الشرنوبي